# Pedro Salvatori
Pedro Salvatori (Plottier, 22 de noviembre de 1933-Neuquén, 24 de marzo de 2017) fue un político argentino y gobernador por la provincia del Neuquén.

## Biografía
Nació en la ciudad de Plottier, provincia de Neuquén. Se casó con Nora Serrano y tuvo cuatro hijos: Nicolás Evaristo, Pedro Alejandro Felipe, María Andrea y María Alejandra quienes le dieron doce nietos. Agustina, Matias, Julieta, Florencia, Martina, Pedro, Valentina, Francisco, Ezequiel, Valentino, Tomás y Mía.
En 1964 cómo Ingeniero Químico fue cofundador junto a Gregorio Moreno y Silvio Tosello del Consejo de Planificación y Acción para el Desarrollo del Neuquén (COPADE) durante el primer gobierno de Felipe Sapag, y secretario de estado durante 17 años. Fue Ministro de Economía, Obras y Servicios Públicos, cargo que ejerció durante once años intercaladamente adhiriendo al Movimiento Popular Neuquino.
Su gestión estuvo marcada por acusaciones de nepotismo y de incorporar a militantes de su partido en diferentes dependencias estatales.
Entre 1987 y 1991 fue gobernador de la provincia de Nequén. En 1989 en medio de un conflicto docente y protestas populares, decidió congelar los salarios, dos meses después hubo protestas en Neuquén Capital,  Cutral Có, Junín de los Andes y San Martín de Los Andes; llegando a mediados de 1988 a 27 mil empleados estatales sin cobrar su sueldo, en julio asambleas  docentes, decidieron no reiniciar las clases llevando a una huelga que duro 123 días. La ciudad de Neuquén se vio agitada con constantes cortes en rutas y en el puente que une a la capital provincial con la ciudad rionegrina de Cipolletti. Debió hacer frente a protestas del sector petrolero enviando a gendarmería lo que dejó un saldo de tres muertos en noviembre de 1988.Fue diputado y senador nacional por la provincia del Neuquén entre 1997-2001 y 2001-2007 respectivamente.
  Durante su término como senador, en 2003, se vio envuelto en una controversia en la cual dos no senadores ingresaron a la Cámara durante el juicio político al juez de la Corte Suprema Eduardo Moliné O'Connor, uno de ellas ocupando brevemente la banca del tucumano Pablo Héctor Walter. El ingreso de ambos sujetos había sido autorizado por un asesor de Salvatori, quien negó cualquier intención maliciosa en el hecho.
Entre 2005 y 2006 fue convencional constituyente para la reforma de la constitución provincial.

## Distinciones
- El 21 de octubre de 2009, fue declarado Vecino Ilustre de la Ciudad de Neuquén.[11]
- El 18 de noviembre de 2012, mediante la resolución 818, fue homenajeado por la Legislatura de la provincia del Neuquén como "Personalidad Ilustre de la política de la provincia de Neuquén".[12]